# Eriauchenius workmani
Eriauchenius workmani — вид павуків родини архідових (Archaeidae).

## Назва
Вид названо на честь ірландського арахнолога Томаса Воркмана (1843—1900).

## Поширення
Ендемік Мадагаскару.

## Опис
Типовий самець завдовжки 4,27 мм, а самиця — 4,53 мм.